# ESPN Classic
ESPN Classic è stata una rete televisiva italiana tematica, versione italiana di ESPN Classic, lanciata su TELE+, ospitata al canale 216 di Sky nello Sky Pack "Sport". ESPN Classic ha chiuso insieme a ESPN America il 31 luglio 2013.
Il canale, edito da ESPN Inc., era una vetrina dedicata allo sport che ha fatto la storia, i campioni che l'hanno scritta ed i luoghi che ne sono stati spettatori.

## Palinsesto
Il palinsesto televisivo della rete comprende, tra l'altro, la programmazione, che avviene con repliche periodiche, di tutti i Film ufficiali delle Olimpiadi, tra cui:
- Olympia (Olympia: Fest der Völker & Olympia Fest der Schönheit, 1938) - Sulle Olimpiadi di Berlino 1936, film documentario di 217' di Leni Riefenstahl
- La grande Olimpiade (idem, 1960) - Sulle Olimpiadi di Roma 1960, film documentario di 142' di Romolo Marcellini
- Le olimpiadi di Tokyo (idem, 1964) - Sulle Olimpiadi di Tokyo 1964, film documentario di 170' di Kon Ichikawa

e dei Film ufficiali dei Mondiali.
Tra gli appuntamenti di calcio si segnalano:
- 40 anni di mondiale 1962-2002
- Tuttocoppe - Coppa UEFA, Coppa Campioni, Coppa delle Coppe
- Europei di calcio
- Hall of Fame
- Serie A AC Milan
- Serie A Juventus
- Serie A Inter
- Serie A AS Roma
- Rivalità calcistiche
- Leggende del calcio
- Liga spagnola e campionato inglese
- FIFA: le partite storiche

Basket: partite di NBA degli anni 80 e primi anni 90, partite del Dream Team a Barcellona 92 e Atlanta 96; Europei e Mondiali di Basket della nazionale italiana. 
Formula 1: resoconti di vecchie stagioni dagli anni 60 agli anni 90 e storie dalla Formula 1 degli anni 70, rivalità Hunt-Lauda, Prost-Senna. 
Motomondiale: sintesi lunghe di 125 e 250 e gare intere della classe 500 degli anni 90, con sigle ufficiali della Dorna e telecronache in italiano prima di un duo non identificato (che commentava anche partite di Liga spagnola), poi di Giulio Rangheri. 
Hockey: partite storiche di NHL. 
Football americano: Superbowls degli anni 80 e vecchie partite di NFL dal 1980 al 2000.
Tennis: vecchi tornei sia maschili che femminili quali Roland Garros, Wimbledon, Coppa Davis, ATP World. Carriere di grandi campioni come Adriano Panatta, John McEnroe, Bjorn Borg, Martina Navratilova, Gabriela Sabatini, André Agassi e tanti altri. 
Pugilato: tutti i grandi incontri della boxe. Grande spazio ai grandi personaggi come Cassius Clay, Mike Tyson, Oscar de la Hoya.